# Герб Азербайджанской ССР
Герб Азербайджанской ССР — государственный символ Азербайджанской Советской Социалистической Республики. Герб Азербайджанской ССР базируется на гербе Советского Союза. Был принят в 1937 году. Автором герба является художник-график Рубен Шхиян.

## Описание
Государственный герб Азербайджанской Советской Социалистической Республики представляет собой изображение серпа и молота, нефтяной вышки на фоне восходящего солнца, обрамлённых венцом из хлопка и колосьев, с надписью на азербайджанском и русском языках: «Азербайджанская Советская Социалистическая Республика», «Пролетарии всех стран, соединяйтесь!» В верхней части герба — пятиконечная звезда.

## История герба
На первых банкнотах Азербайджанской ССР, выпущенных в 1920 году, была композиция, состоявшая из перекрещенных серпа и молота, 5-конечной звезды и полумесяца, которая порой заключалась в венок из колосьев.
В принятой 19 мая 1921 года I съездом Советов Азербайджана Конституции Азербайджанской Социалистической Советской Республики, было установлено описание герба, в целом скопированное из описания герба РСФСР в её Конституции 1918 года:
Статья 103. Герб Азербайджанской Социалистической Советской Республики состоит из изображений на красном фоне в лучах солнца золотых серпа и молота, помещённых крест-накрест рукоятками книзу, и полумесяца с пятиконечной звездой, окружённых венцом из колосьев с надписью:

а) «Азербайджанская Социалистическая Советская Республика» и

б) «Пролетарии всех стран, соединяйтесь!».
В новой Конституции Азербайджанской ССР, принятой Чрезвычайным IX Всеазербайджанским съездом Советов 14 марта 1937 года, было установлено описание нового государственного герба республики:

Статья 151. Государственный герб Азербайджанской Советской Социалистической Республики представляет собой изображение серпа и молота, нефтяной вышки на фоне восходящего солнца, обрамленных венцом из хлопка и колосьев, с надписью на азербайджанском и русском языках: «Азербайджанская Советская Социалистическая Республика», «Пролетарии всех стран, соединяйтесь!» В верхней части герба — пятиконечная звезда.

В 1992 году был утверждён современный герб Азербайджана.

## Галерея

Неофициальная эмблема с 1920 по 1921 год.
Герб Азербайджанской ССР (1921-1927)
Герб Азербайджанской ССР (1927-1931)
Эмблема Азербайджанской ССР (1931-1937) вар. 2
Эмблема Азербайджанской ССР (1937-1940)
Эмблема Азербайджанской ССР (1940-1978)
Эмблема Азербайджанской ССР (1978-1991)
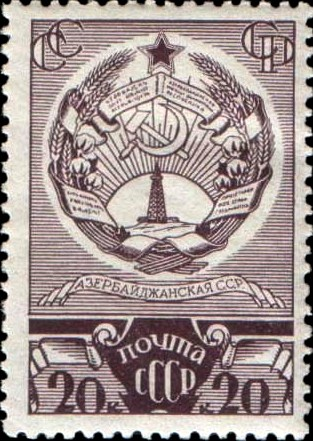
Почтовая марка СССР из серии «Гербы союзных республик» — «Герб Азербайджанской ССР», 1938. Номинал марки — 20 коп., ЦФА № 574